# Heinz Schimmelpfennig (Schauspieler)
Heinz Schimmelpfennig (* 6. April 1919 in Berlin; † 31. Dezember 2010 in Gernsbach) war ein deutscher Schauspieler, Regisseur, Hörspiel- und Synchronsprecher.

## Leben
Heinz Schimmelpfennig wuchs in seinem Geburtsort Berlin auf und absolvierte dort seine Schulausbildung. Im Anschluss daran machte er eine Ausbildung zum Konstrukteur und arbeitete in diesem Beruf bis 1939. Danach wurde er zur Wehrmacht eingezogen.
1942 wurde er schwer verwundet und aus der Wehrmacht entlassen. Nach seiner Genesung erhielt er eine Anstellung als Kameraassistent bei der UFA in Babelsberg. Doch schon ein Jahr darauf beendete er seine Tätigkeit hinter der Kamera, da ihn die Schauspielerei faszinierte. Er wandte sich mit der Bitte um Fürsprache bei Joseph Goebbels an Thea von Harbou, die ihn allerdings aufgrund der ernsten Kriegslage dazu ermunterte, eine kriegswichtigere Tätigkeit auszuüben. Wolfgang Liebeneiner hingegen erkannte Schimmelpfennigs Talent und verhalf ihm zu einem Schauspielstipendium. In Wien machte er eine dreijährige Ausbildung zum Schauspieler am Max-Reinhardt-Seminar.
Sein Debüt gab er 1946 am Stadttheater Baden-Baden unter der Regie von Arthur Maria Rabenalt. Von 1949 bis 1951 stand er bei den Städtischen Bühnen in Freiburg im Breisgau unter Vertrag. Nach dieser Zeit war er freischaffend als Schauspieler und Regisseur tätig. 1971 inszenierte er für eine Südafrika-Tournee Die Physiker von Friedrich Dürrenmatt.
Schimmelpfennig war mit den Schauspielern René Deltgen, Friedrich Kayssler und Dominik Zahorka befreundet. Mit Kayssler pflegte er bis zu dessen Tod im Jahre 1945 zusätzlich regen Briefkontakt. Zahorka erhielt von 2008 bis zu Schimmelpfennigs Tod 2010 Schauspielunterricht von ihm.
Einige seiner bekannten Bühnenrollen waren:
- Laertes in Hamlet,
- Malvolio in Was ihr wollt und
- Edgar in König Lear von William Shakespeare.
- Spitta in Die Ratten und
- Motes in Der Biberpelz von Gerhart Hauptmann.
- Korianke in Des Teufels General von Carl Zuckmayer.
- Ruprecht in Der zerbrochne Krug von Heinrich von Kleist.
- Just in Minna von Barnhelm von Gotthold Ephraim Lessing.

In den 1950er-Jahren begann seine Karriere beim Film und vor allem beim Fernsehen. Dort spielte er auch seine bekannteste Rolle, die des Tatort-Kommissars Franz Gerber. In fünf Folgen ermittelte er als Hauptdarsteller in Baden-Baden und Umgebung. In einigen weiteren Episoden trat er in dieser Rolle als Gastkommissar auf.
Weitere Serien und Mehrteiler, in denen er auftrat, waren Die Galerie der großen Detektive, Fernfahrer, Der Strick um den Hals, Das Gold der Wüste und Die Abenteuer von Tom Sawyer und Huckleberry Finn. Zu den Fernsehspielen gehören u. a. Kollege Crampton, Hürdenlauf, Die Promotionsfeier, Krieg im dritten Stock, Don Carlos und Wanderungen durch die Mark Brandenburg. Zu den Spielfilmen, in denen Schimmelpfennig auftrat, zählen Viele kamen vorbei, Das verbotene Paradies, Neunzig Minuten nach Mitternacht, Wer spinnt denn da, Herr Doktor? und Der starke Ferdinand. Auch als Synchronsprecher trat er in Erscheinung, wie in der polnisch-deutschen Fernsehserie Die Kinder vom Mühlental.
Sein Hauptbetätigungsfeld war der Rundfunk. In unzähligen Vorlesungen und Hörspielen kann man seine Stimme hören. Viele Tondokumente wurden auf Schallplatte und CD veröffentlicht. Zu den bekanntesten Darstellungen gehören mehrere Auftritte in den Paul-Temple-Hörspielen des WDR aus den 1950er und 1960er Jahren. In diesen Mehrteilern sprach er überwiegend Schurkenrollen. Ganz anders als 1959, wo er in einer Reihe von Maigret-Hörspielen den Mitarbeiter des Pariser Kommissars, Inspektor Lucas, sprach. Die längste Hörspielreihe mit ihm war die Krimiserie zum Mitraten Kriminalrat Obermoos erzählt, die der HR von Mai 1959 bis November 1970 in 124 Folgen produzierte. Hier sprach er die Titelrolle und war gleichzeitig der Erzähler, der stets nach einer Musikpause den Hörern die Lösung verriet. In einigen Folgen musste er sich krankheitsbedingt vertreten lassen. 1962 verkörperte er im mehrteiligen Science-Fiction-Hörspiel Terra Incognita den Inspektor Adams, der zusammen mit seinem Kollegen Gauge (Horst Tappert) geheimnisvollen Wesen, die tief unter  der Erde leben, auf die Spur kommt, deren Bestreben offenbar das Vernichten der Menschheit ist.

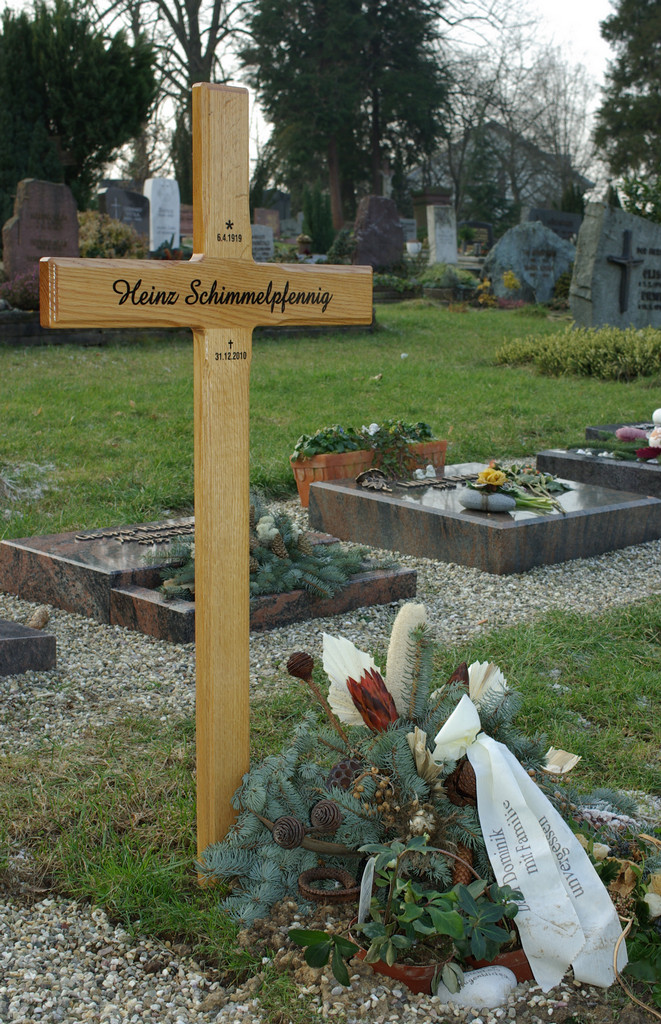
Heinz Schimmelpfennigs Grabstätte wenige Wochen nach der Beerdigung

Sowohl beim Rundfunk als auch beim Fernsehen betätigte er sich gelegentlich, genau wie am Theater,  als Regisseur. So inszenierte er für den Rundfunk Hauptmanns Der Biberpelz mit Lucie Mannheim und Theo Lingen, Goethes Faust mit Werner Krauß und für das Fernsehen Das Glück sucht seine Kinder nach Truman Capote mit Harald Leipnitz, ein Stück, bei dem er auch das Drehbuch schrieb.
Während seiner langen Karriere als Theater-, Hörspiel-, Film- und Fernsehschauspieler und als Rezitator bereiste er fast die ganze Welt; zuletzt lebte er im Luftkurort Gernsbach bei Baden-Baden. Er wurde in einem Urnengrab auf dem Evangelischen Friedhof in Gernsbach, Feld 5, Reihe 8, Grab Nummer 113b  im Januar 2011 beigesetzt.

## Filmografie
Wenn nicht anders dargestellt, als Schauspieler:
- 1943: Münchhausen – als Kameraassistent – Regie: Josef von Báky
- 1944: Die Frau meiner Träume – als Kameraassistent – Regie: Georg Jacoby
- 1954: Die Galerie der großen Detektive (Fernsehserie); Folge: Auguste Dupin findet den entwendeten Brief – Regie: Peter A. Horn
- 1955: Der Schmied von St. Bartholomä – Regie: Max Michel
- 1956: Viele kamen vorbei – Regie: Peter Pewas
- 1958: Das verbotene Paradies – Regie: Max Nosseck
- 1958: Das Glück sucht seine Kinder (Fernsehfilm) – als Regisseur
- 1960: Das Land der Verheißung – Regie: Otto Kurth (Fernsehfilm)
- 1962: 90 Minuten nach Mitternacht – Regie: Jürgen Goslar
- 1963: Freunde wie Wölfe – als Regisseur
- 1964: Wilhelmsburger Freitag – Regie: Egon Monk
- 1966: Betty Blue – Regie: Ulrich Lauterbach (Fernsehfilm)
- 1966: Ohne festen Wohnsitz (Fernsehfilm) – als Regisseur
- 1967: Das Fräulein – Regie: Hans Bachmüller (Fernsehfilm)
- 1967: Kollege Crampton – Regie: Wilhelm Semmelroth (Fernsehfilm)
- 1967: Fernfahrer (Fernsehserie); Folge: Der neue Wagen – Regie: Theo Mezger
- 1969: Hürdenlauf – Regie: Thomas Fantl (Fernsehfilm)
- 1970: Die Verspätung – Regie: Erich Neureuther (Fernsehfilm)
- 1971: Die Sendung mit der Maus (Fernsehsendung)
- 1971: Ein Mordanschlag – Regie: Karl Peter Biltz (Fernsehfilm)
- 1972: Privatdetektiv Frank Kross (Fernsehserie)
- 1972: Die Promotionsfeier – Regie: Ilo von Jankó
- 1973: Krieg im dritten Stock – Regie: Karl Peter Biltz (Fernsehfilm)
- 1973: Hamburg Transit – Grüner Türke
- 1975: Stellenweise Glatteis – Regie: Wolfgang Petersen (Fernsehfilm)
- 1975: Der Strick um den Hals – Regie: Wilhelm Semmelroth (Fernsehmehrteiler)
- 1975: Die Stadt im Tal – Regie: Wolfgang Petersen (Fernsehzweiteiler)
- 1976: Der starke Ferdinand – Regie: Alexander Kluge
- 1976: Inspektion Lauenstadt (Fernsehserie, Folge: Der Kompagnon) – Regie: Georg Tressler
- 1977: Das höfliche Alptraumkrokodil – Regie: Frank Strecker (Fernsehfilm)
- 1977: Wie würden Sie entscheiden? – Regie: Rainer Söhnlein (Fernsehsendung, eine Folge)
- 1978: Kleine Geschichten mit großen Tieren – Regie: Hartmut Griesmayr (Fernsehfilm)
- 1978: Ausgerissen! Was nun? – Regie: Georg Tressler (Fernsehserie)
- 1979: Das Gold der Wüste – Regie: Henri Safran (Fernsehmehrteiler)
- 1979: Der eiserne Gustav – Regie: Wolfgang Staudte (Fernsehmehrteiler)
- 1979: Parole Chicago – Regie: Reinhard Schwabenitzky (Fernsehserie)
- 1980: Die seltsamen Methoden des Franz Josef Wanninger (Fernsehserie, eine Folge)
- 1980: Die Abenteuer von Tom Sawyer und Huckleberry Finn (Fernsehserie, drei Folgen)
- 1980: Meister Timpe – Regie: Hartmut Griesmayr (Fernsehfilm)
- 1981: Tante Maria – Regie: Wolfgang Panzer (Fernsehfilm)
- 1981: Tatort: Das Zittern der Tenöre (als Klaus Möhlmann) – Regie: Hans-Dieter Schwarze (Fernsehreihe)
- 1982: Wer spinnt denn da, Herr Doktor? – Regie: Stefan Lukschy
- 1982: Ein Fall für zwei (Fernsehserie, Folge Nervenkrieg) – Regie: Peter Weck
- 1983: Kontakt bitte… – Regie: Silvia Hoffmann, Maria Neocleous (Fernsehserie)
- 1983: Die Krimistunde (Fernsehserie, Folge 8, Episode: „Willkommen in unserer Bank“)
- 1983: Ausflug zum Vater – Regie: Rainer Wolffhardt (Fernsehserie)
- 1984: Don Carlos – Regie: Franz Peter Wirth
- 1984: Vor dem Sturm – Regie: Franz Peter Wirth
- 1985: Die Krimistunde (Fernsehserie, Folge 14, Episode: „Der Mühe Lohn“)
- 1986: Väter und Söhne – Regie: Bernhard Sinkel (Fernsehmehrteiler)
- 1986: Die Schwarzwaldklinik (Fernsehserie, eine Folge)
- 1986: Wanderungen durch die Mark Brandenburg – Regie: Eberhard Itzenplitz (Fernsehfilm)
- 1987: Die Krimistunde (Fernsehserie, Folge 26, Episode: „Man muß dran glauben“)
- 1988: Der schwarze Obelisk – Regie: Peter Deutsch (Fernsehfilm)
- 1989: Diese Drombuschs (Fernsehserie)
- 1990: Liebesgeschichten – Regie: Alexander von Eschwege (Fernsehfilm)
- 1990: Moffengriet – Liebe tut, was sie will – Regie: Eberhard Itzenplitz (Fernsehfilm)
- 1993: Hecht & Haie (Fernsehserie, eine Folge)
- 1994: Schwarz greift ein (Fernsehserie, eine Folge)
- 1994: Die Gerichtsreporterin (Fernsehserie, eine Folge)
- 1995: Löwenzahn  Peter und der Geist der Marksburg
- 1996: Lindenstraße (Fernsehserie, eine Folge)
- 2004: René Deltgen – Der sanfte Rebell – Regie: Michael Wenk (Fernsehdokumentation)

 Als Tatort-Kommissar Franz Gerber 
- 1973: Tatort: Cherchez la femme oder Die Geister vom Mummelsee – Regie: Wilm ten Haaf
- 1974: Tatort: Playback oder die Show geht weiter – Regie: Rolf von Sydow
- 1975: Tatort: Tod eines Einbrechers – Regie: Rolf von Sydow
- 1975: Tatort: Das zweite Geständnis – Regie: Wilm ten Haaf – als Gastkommissar
- 1975: Tatort: Mordgedanken – Regie: Bruno Jantoss – als Gastkommissar
- 1976: Tatort: Augenzeuge – Regie: Theo Mezger – als Gastkommissar
- 1976: Tatort: Kassensturz – Regie: Michael Braun
- 1977: Tatort: Finderlohn – Regie: Peter Schulze-Rohr

## Synchronisationsarbeiten
- Richard Cramer als Onkel Jack in: Laurel und Hardy: Die Teufelsbrüder
- Nick Dennis als Pablo Gonzales in: Endstation Sehnsucht
- Jacques Marin als Georges Dolle in: Verbotene Spiele
- Pierre Mondy als Robert in: Der Arzt und das Mädchen
- Manolo Moran als Desiderio in: Mit leeren Händen (Balarrasa)
- Paolo Stoppa als Faschist in: Don Camillo und Peppone und Don Camillos Rückkehr

## Hörspiele

### Sprecher
- 1947: Das Totenschiff (nach B. Traven) (Eisenbahnschaffner) – Regie: Karl Peter Biltz, mit:  Wolfgang Golisch, Hans Goguel,  Agi Prandhoff
- 1948: Der Mordprozeß Mary Dugan (Jimmy Dugan) – Regie: Gerd Beermann, mit Irmgard Weyrather, Hilda Richter, Cläre Ruegg
- 1948: Des Teufels General (nach Carl Zuckmayer) (Korrianke) – Regie: Karl Peter Biltz, mit Rudolf Reif, Alois Garg, Ernst Sladeck
- 1949: Schmutzige Hände (nach Jean-Paul Sartre) (Louis) – Regie: Karl Peter Biltz, mit Alexander Golling, Alois Garg,  Margot Müller
- 1949: Der Mann, der den Kuchen holen wollte – Regie: Gerd Beermann, mit Otti Schütz, Wolfgang von Rotberg, Bernd Schorlemer, Charlotte Ander, Robert Fitz, Wolfgang Golisch, Irmgard Weyrather
- 1951: Der Hauptmann von Köpenick (nach Carl Zuckmayer) – Regie: Karl Peter Biltz, mit Ernst Sladeck, Kurt Lieck, Max Mairich
- 1952: Der Fall Axel Petersen (Axel Petersen) – Regie: Gerd Beermann, mit Renate Häupt, Käthe Lindenberg,  Wolfgang Golisch
- 1952: Ohne Angabe der Adresse – Regie: Ulrich Lauterbach, mit Susanne Körber, Hanns Lothar, Erik Schumann
- 1952: Der Besuch des Fremden – Regie: Wilhelm Semmelroth, mit Horst Beilke, Hans Quest, Dagmar Altrichter
- 1953: Sabeth (Bauer Fortner) – Regie: Fränze Roloff, mit Kurt Lieck, Annedore Huber, Ute Tschaler
- 1953: Der Tiger Jussuf (Richard Matthison, Bäckermeister) – Regie Imo Wilimzig, mit Bernhard Minetti, Arno Assmann, Lola Müthel
- 1953: Michael Kohlhaas (nach Heinrich von Kleist) (Herse, Kohlhaas’ Knecht) – Regie: Ulrich Lauterbach,  mit Walter Richter, Annedore Huber, Friedrich Schoenfelder
- 1953: Malmgreen – Regie: Hans Ludwig Wiechman, mit Arno Assmann, Friedrich Schoenfelder, Hanns Lothar, Werner Hessenland
- 1954: Paul Temple und der Fall Jonathan (von Francis Durbridge) (Mark Elliott) – Regie: Eduard Hermann, mit René Deltgen, Annemarie Cordes, Kurt Lieck
- 1954: Das Jahr Lazertis von Günter Eich (Zeemans) – Regie: Karl Peter Biltz, mit Gert Westphal, O. E. Hasse, Paul Hoffmann
- 1954: Der Revisor (nach Nikolai Gogol) (Ossip) – Regie: Ulrich Lauterbach, mit Fritz Saalfeld, Else Knott, Dorothea Denzel
- 1955: Paul Temple und der Fall Madison (von Francis Durbridge) (George Kelly) – Regie: Eduard Hermann, mit René Deltgen, Ursula Langrock, Peter René Körner
- 1955: Fahnen am Matterhorn (Carrel) – Regie: Theodor Steiner, mit Werner Siedhoff, Anna von Werden,  Otto Stern,
- 1955: Der Schatz im Silbersee (nach Karl May) (Old Firehand) – Regie und Erzähler: Kurt Meister, mit Herbert Steinmetz, Alwin Joachim Meyer, Jürgen Goslar
- 1955: Wilhelm Tell (nach Friedrich Schiller) (Konrad Baumgarten) – Regie Gustav Rudolf Sellner, mit Walter Richter, Bernhard Minetti, Klausjürgen Wussow
- 1956: Der Gang durch den Wald – Regie: Fritz Schröder-Jahn, mit Gert Westphal, Wolfgang Wahl, Herbert Mensching
- 1956: Er kommt weit her (Vater) – Regie: Hans Bernd Müller, mit Wolfgang Kieling, Dagmar Altrichter, Ursula Langrock
- 1956: Das goldene Rad (Radrennfahrer) – Regie: Fritz Schröder-Jahn, mit Paul Dahlke, Günter Pfitzmann, Hans Reiser
- 1956: Der Doppelmord in der Rue Morgue (nach Edgar Allan Poe) (Inspektor Gérard) – Regie: Raoul Wolfgang Schnell, mit Ernst Ginsberg, Dietmar Schönherr, Arthur Mentz,
- 1956: Paul Temple und der Fall Gilbert (von Francis Durbridge) (Lance Reynolds) – Regie: Eduard Hermann, mit René Deltgen, Annemarie Cordes, Werner Lieven
- 1956: So weit die Füße tragen (nach Josef Martin Bauer) (Grigorij) – Regie: Franz Zimmermann, mit Raoul Wolfgang Schnell, Alf Marholm, Wolfgang Wahl
- 1956: Am grünen Strand der Spree (von und mit Hans Scholz) (Jaletzki/Schuricke) – Regie und Darsteller: Gert Westphal,  mit Ludwig Cremer, Heinz Klingenberg, Wolfgang Hofmann
- 1957: Oliver Twist (nach Charles Dickens) – Regie: Walter Knaus, mit Wolf Osenbrück, Katharina Brauren, Ernst Walter Mitulski
- 1957: Die Brüder Rico (nach Georges Simenon) (X) – Regie und Sprecher: Leonard Steckel, mit Elisabeth Berény, Hans-Christian Blech, Lina Carstens
- 1958: Paul Temple und der Fall Lawrence (von Francis Durbridge) (Brian Dexter) – Regie: Eduard Hermann, mit René Deltgen, Annemarie Cordes, Peter René Körner
- 1958: Der Nobelpreis (SA-Führer / Gestapobeamter) – Regie: Fritz Schröder-Jahn, mit Ludwig Cremer, Karl Lange, Arthur Mentz
- 1958: Das Lied der Drehorgel (Sergeant Patterson) – Regie: Heinz-Günter Stamm, mit Willy Maertens, Karl John,  Ernst Walter Mitulski
- 1958: Die Wanze (Wanja Prissypkin) – Regie: Ulrich Lauterbach, mit Sigfrit Steiner, Willy Trenk-Trebitsch, Elisabeth Kuhlmann
- 1959: Der Tod des James Dean (E. E. Cummings) – Regie: Friedhelm Ortmann, mit Ludwig Cremer, Hermann Schomberg, Rolf Boysen
- 1959: Paul Temple und der Fall Spencer (von Francis Durbridge) (Adrian Frost) – Regie: Eduard Hermann, mit René Deltgen, Annemarie Cordes, Herbert Hennies
- 1959: Maigret und die Bohnenstange (nach Georges Simenon) (Inspektor Lucas) – Regie: Gert Westphal, mit Leonard Steckel, Annedore Huber-Knaus, Ernst Sladeck
- 1959: Maigret und die Groschenkneipe (nach Georges Simenon) (Inspektor Lucas) – Regie: Gert Westphal, mit Leonard Steckel, Annedore Huber-Knaus, Herbert Fleischmann
- 1959: Maigret und die Unbekannte (nach Georges Simenon) (Inspektor Lucas) – Regie: Gert Westphal, mit Leonard Steckel, Annedore Huber-Knaus, Helmut Peine
- 1959: Maigret und sein Revolver (nach Georges Simenon) (Inspektor Lucas) – Regie: Gert Westphal, mit Leonard Steckel, Annedore Huber-Knaus, Helmut Peine
- 1959: Maigret und seine Skrupel (nach Georges Simenon) (Inspektor Lucas) – Regie: Gert Westphal, mit Leonard Steckel, Annedore Huber-Knaus, Ernst Sladeck
- 1960: Zeit der Schuldlosen (nach Siegfried Lenz) (Der Lastwagenfahrer) – Regie: Fritz Schröder-Jahn, mit Friedrich Siemers, Willy Trenk-Trebitsch, Siegfried Wischnewski
- 1960: Der Reigenprozeß (Schauspieler Victor Schwanneke) – Regie: Fritz Schröder-Jahn, mit Horst Uhse, Anja Buczkowski, Friedrich von Bülow
- 1960: Um Mitternacht (Dodger) – Regie: Gert Westphal, mit  Helmut Peine, Arnold Marquis, Martin Benrath
- 1961: Mister Silberlöffel (nach James Krüss) – Regie: Lothar Schluck, mit Gabriele Brösing, Peter Hamel, Lothar Schock
- 1962: Der Fall Greenfield (von Francis Durbridge) (Inspektor Charles Melford) – Regie: Oskar Nitschke, mit Friedrich Schoenfelder, Lotte Betke, Klaus Höhne,
- 1962: Paul Temple und der Fall Margo (von Francis Durbridge) (Mike Langdon) – Regie: Eduard Hermann, mit René Deltgen, Annemarie Cordes, Kurt Lieck
- 1962: Nocturno im Grandhotel (Inspektor Gruhl) – Regie: Fritz Schröder-Jahn, mit Heinz Klevenow, Ernst Fritz Fürbringer, Gerda Schöneich
- 1962: Terra Incognita (von Philip Levene) (Inspektor Adams) – Regie: Wilm ten Haaf, mit Horst Tappert, Albert C. Weiland, Marlies Schoenau
- 1963: Besuch im Pfarrhaus (Flieger) – Regie: Heinz von Cramer, mit Hans Mahnke, Maria Häussler, Ina Peters
- 1963: Gelassen stieg die Nacht an Land (Nr. 4) – Regie: Heinz-Wilhelm Schwarz, mit Volker Lechtenbrink, Günther Tabor, Max Noack
- 1964: Satans Ende – Regie: Otto Kurth, mit: Kaspar Brüninghaus, Michael Degen, Götz von Langheim
- 1964: Nachtprogramm (Fotograf) – Regie: Fritz Schröder-Jahn, mit Hans Clarin, Wolfgang Büttner, Robert Lossen
- 1964: Das Schiff Esperanza (Krucha, Maat) – Regie: Fritz Schröder-Jahn, mit  Heinz Klevenow, Stefan Wigger, Hans-Christian Blech
- 1964: Die Übungspatrone (Soldat) – Regie: Otto Kurth, mit Raoul Wolfgang Schnell, Thomas Braut, Georg Kostya
- 1964: Der Neger (nach Georges Simenon) – Regie: Gert Westphal, mit Walter Andreas Schwarz, Robert Rathke, Kurt Ebbinghaus
- 1964: Das fliegende Klassenzimmer (Erzähler) – Regie: Benno Schurr, mit Ludwig Thiesen, Wolfgang Reinsch, Hannes Tannert
- 1965: Der griechische Dolmetscher (nach Arthur Conan Doyle) – Regie: Heinz-Günter Stamm, mit Alexander Kerst, Heinz Leo Fischer, Gert Grellmann
- 1965: Das Spiel Kaschmandar (Er) – Regie: Hans Bernd Müller, mit Paul Dättel, Agnes Fink
- 1965: Das zweite Motiv – Regie: Otto Kurth, mit Hansjörg Felmy, Curt Faber, Gerhard Becker,
- 1966: Ein Fall für Perry Clifton: Das Geheimnis der weißen Raben (Erzähler) – Regie: Heinz-Dieter Köhler, mit Hansjörg Felmy, Dieter Brücher, Hans Quest
- 1966: Das Fußballspiel – Regie: Heinz Hostnig, mit  Maria Singer, Franz Kutschera, Heiner Schmidt
- 1966: Das blaue Zimmer (nach Georges Simenon) (Demarie, Verteidiger) – Regie und Sprecher: Gert Westphal, mit Hans Helmut Dickow, Gisela Hoeter, Dagmar Altrichter
- 1967: Der Dämon von Korawa (Premierminister) – Regie: Curt Goetz-Pflug, mit Günther Ungeheuer, Anne Rottenberger, Werner Rundshagen
- 1967: La Boutique (Francis Durbridge) (Rolf Winter) – Regie: Dieter Munck, mit Karl-Michael Vogler, Alwin Michael Rueffer, Wolfgang Weiser
- 1967: Auftrag für Quentin Barnaby (SWF): Brennende Liebe – Regie: Otto Düben, mit Siegfried Lowitz, Ursula Langrock, Ingeborg Engelmann
- 1967: Einreisegenehmigung oder Ein Deutscher fährt nach Deutschland – Regie: Friedhelm Ortmann, mit Horst Frank, Albert Lieven, Gertrud Kückelmann
- 1967: Das Aquarium (Staunton, Offizier der Elsie Blunt) – Regie: Raoul Wolfgang Schnell, mit  Gustl Halenke, Giselheid Hönsch, Jürgen Goslar
- 1967: Kolonie im Meer (Captain Winter/Generaldirektor) – Regie: Heinz-Dieter Köhler, mit Hansjörg Felmy, Dieter Borsche, Xenia Pörtner
- 1968: Der Mörder soll sterben (Dr. Gersing) – Regie: Hans Gerd Krogmann, mit Renate Grosser, Ulrich Matschoss, Günther Sauer,
- 1968: Test – Regie: Paul Pörtner, mit Gisela Zoch-Westphal, Renate Steiger, Peter Fitz
- 1968: Was sagen Sie zu Erwin Mauss? Einkreisung eines dicken Mannes (Chormitglied) – Regie: Paul Pörtner, mit Traute Rose, Marlies Westermann, Max Mairich
- 1968: Die Triffids (Michael Badley) – Regie: Heinz-Dieter Köhler, mit Hansjörg Felmy, Margot Leonard, Marlene Riphahn
- 1968: Experten – Regie: Andreas Weber-Schäfer, mit Franz Kutschera, Gerd Baltus, Renate Schroeter
- 1969: Der Gouverneur ist zu perfekt (nach Isaac Asimov) (Francis Quinn) – Regie: Andreas Weber-Schäfer, mit Melanie de Graaf, Arnold Richter, Kurt Lieck
- 1969: Ein unerhörtes Spiel – Regie: Heinz von Cramer, mit Heiner Schmidt, Marianne Lochert, Dieter Borsche
- 1969: Zarathustra kehrt zurück – Regie: Andreas Weber-Schäfer, mit Gerd Baltus, Christine Born, Elisabeth Trissenaar
- 1969: Arrangement eines Mordes (Robert) – Regie: Manfred Brückner, mit Wiltrud Fischer, Gerd Mayen
- 1970: Das Mädchen von der Marne – Regie: Cläre Schimmel, mit Anita Höfer
- 1970: Das Gespensterschiff (nach Wilhelm Hauff) – Regie: Manfred Brückner, mit Ulf Becker, Peter Lieck, Bodo Primus
- 1971: Kein Mann steigt zweimal in denselben Fluß – Regie: Heiner Schmidt, mit Jürgen Goslar, Roma Bahn, Christa Dubbert
- 1971: Das Jahr Lazertis (Zeemans) – Regie: Peter Michel Ladiges, mit Gert Westphal, Otto Eduard Hasse, Paul Hoffmann
- 1971: Haben Sie eine Katze, Herr Kommissar? – Regie: Manfred Brückner, mit Ludwig Thiesen, Harry J. Bong, Annemarie Marks-Rocke
- 1971: Der dritte Engel (Milchmann) – Regie: Raoul Wolfgang Schnell, mit Maria Krasna, Heinz Drache, Wilfried Elste
- 1972: Auf falscher Spur – Regie: Heiner Schmidt, mit Antje Hagen, Matthias Ponnier, Kurt Schmidtchen
- 1972: Die Geister, die er rief (Anson Lee) – Regie: Andreas Weber-Schäfer, mit Ernst August Schepmann, Ilona Wiedem, Christine Born
- 1972: Der Fehler in der Rechnung – Regie: Klaus Groth, mit Peter Gavajda, Brigitte Dryander, Willkit Greuèl
- 1973: Zielscheibe (nach Raymond Chandler) (Larry Batzel) – Regie: Hermann Naber, mit Arnold Marquis, Eva Garg, Kurt Lieck
- 1973: Schwierigkeiten beim Verständnis der Narayama-Lieder (Erzähler) – Regie: Horst Loebe, mit Grete Wurm, Herbert Mensching, Maria Körber
- 1973: Was machte Hemingway in Afrika? (Sparringspartner) – Regie und Sprecher: Peter Michel Ladiges, mit Wolfgang Kieling, Hannes Messemer, Eva Garg
- 1974: Die Glücksschuhe – Regie: Raoul Wolfgang Schnell, mit Karin Anselm, Ruth Hausmeister, Hermann Schomberg
- 1974: Upupa epops – Regie: Dieter Eppler, mit Karin Schröder, Wolfgang Reinsch, Manfred Georg Herrmann
- 1974: Rückkehr zur Erde (nach Stanisław Lem) (Gimma) – Regie: Andreas Weber-Schäfer, mit Karl-Michael Vogler, Marianne Mosa, Dieter Eppler
- 1974: Der Mord von nebenan – Regie: Manfred Brückner, mit Eva Garg, Rosemarie Voerckel, Petra Müller
- 1975: Fünf vor zwölf (Kunde) – Regie: Otto Düben, mit Traugott Buhre, Karl Renar, Matthias Ponnier
- 1975: Das Tabu (Erik Freese) – Regie: Heinz-Wilhelm Schwarz, mit Ursula Langrock, Markus Boysen
- 1975: Zwei Tode (Onkel Ernst) – Regie: Horst Loebe, mit Renate Schroeter, Ilse Künkele, Tessa Stemmer,
- 1975: Auge um Auge (Inspektor Boniface) – Regie: Cläre Schimmel, mit Wolfgang Kieling, Ingeborg Engelmann, Heinz Baumann
- 1976: Schüsse bei Cyrano (nach Raymond Chandler) – Regie: Hermann Naber, mit Matthias Ponnier, Helga Anders, Martin Semmelrogge
- 1976: Der Mann mit dem Schnurrbart (Mann) – Regie: Andreas Weber-Schäfer, mit Karin Schlemmer, Ulrich Matschoss
- 1976: Feuerwechsel bei Fräulein Kastner (Karl) – Regie: Heiner Schmidt, mit Elisabeth Wiedemann, Karin Schroeder, Andreas Szerda
- 1976: Der Härtefall – Regie: Peter Michel Ladiges, mit Gert Westphal, Ursula Langrock, Dieter Eppler
- 1976: Auf der Suche nach Dr. Q 3: Reise in die Luft in 67 Minuten und 15 Sekunden (Tom Matrix, der harte Mann) – Regie: Heinz Hostnig, mit Karin Buchali, Elisabeth Wiedemann, Marianne Mosa
- 1977: N.O.A.H – Studie in himmelblau und schwarz (Dewald) – Regie: Andreas Weber-Schäfer, mit Alexander May, Heta Mantscheff, Helga Grimme,
- 1977: Unterhaltung und Wissen 187: Münchhausen erobert den Nordpol – Die abenteuerliche Geschichte des Dr. Frederick Albert Cook – Regie: Wilhelm Noss, mit Günther Sauer, Alfons Höckmann, Dieter Eppler
- 1977: Wollsachen (Auch: Im Hades riecht es nach Wolle) – Regie: Hermann Naber, mit Christian Brückner, Heidemarie Rohweder, Sabine Postel
- 1977: Die Anderen (Prof. Dr. Huber) – Regie: Andreas Weber-Schäfer, mit Hans Caninenberg, Edith Heerdegen, Melanie De Graaf
- 1978: Rückreise (von Dylan Thomas) – Regie: Willi Schmidt, mit Michael Degen, Julia Costa, Robert Rathke
- 1978: Der Polizistenmörder (Bertil Mård) – Regie: Peter Michel Ladiges, mit Charles Wirths, Hubert Suschka, Ernst Jacobi
- 1978: Datenverarbeitung – Regie: Heiner Schmidt, mit Christian Brückner, Klaus Langer, Hildegard Krekel
- 1979: Ein Enkel auf Eis (Lars Gerber) – Regie: Andreas Weber-Schäfer, mit Kai Fischer, Katharina Papadopoulos-Engels, Steffy Helmar
- 1979: Zahnarzt in Versuchung (Chefarzt) – Regie: Klaus Mehrländer, mit Alexander May, Karin Dieck-Lischek, Heinz Pielbusch
- 1980: Das Anschauungs-Subjekt (Vorsitzender) – Regie: Andreas Weber-Schäfer, mit Sabine Hahn, Ernst Jacobi, Wolfgang Forester
- 1981: Mord im Moor (Inspektor Worth) – Regie: Heiner Schmidt, mit Hans-Michael Rehberg, Antje Hagen, Heinz Meier
- 1981: Jud Süss (nach Lion Feuchtwanger) (Fürstabt) – Regie: Hartmut Kirste, mit Axel Corti, Hubert Suschka, Hans Korte
- 1981: Der arme Heinrich (Walter Podellek) – Regie: Raoul Wolfgang Schnell, mit Wolfram Koch,  Heinz Werner Kraehkamp, Angelika Bender
- 1981: Vermißt (Chefinspektor Dainley) – Regie: Otto Düben, mit Ernst Jacobi, Nicole Bachmaier, Heinz Meier
- 1982: De Cock und der romantische Mord (Van Flaenderen) – Regie: Harald Koerner, mit Alexander May, Michael Thomas, Berth Wesselmann
- 1982: Schicht (Erich) – Regie: Heinz-Wilhelm Schwarz, mit Bernd Stief, Regine Vergeen, Klaudia Schunck
- 1982: Das andere Land (Geheimschutzbeauftragter Bär) – Regie: Heinz-Dieter Köhler, mit Wolfgang Forester, Vera Gantner
- 1982: Der Schneider von Ulm (Zuschauer) – Regie: Otto Düben, mit Michael Rehberg, Jutta Lampe, Hans Helmut Dickow
- 1982: Die Verteidigung hat das Wort (Henri Wanner) – Regie: Wolfram Rosemann, mit Peter Pasetti, Volkert Kraeft, Uta Hallant
- 1982: Eine Uhr im Regen – Regie: Bernd Lau, mit Pinkas Braun, Uwe Friedrichsen, Wolfgang Büttner
- 1982: Die Generale – Regie: Bernd Lau, mit Eberhard Feik, Walter Buschhoff, Gert Haucke
- 1983: Goldhähnchen (Adloff Gelberg) – Regie: Raoul Wolfgang Schnell, mit Peter Dirschauer, Alexander May,  Reinhard Kolldehoff
- 1984: Eiland (Lord Aldehyde) – Regie: Petra Kiener, mit Christian Brückner, Rolf Becker, Peter Lühr
- 1984: Aus dem wirklichen Leben des Johann Sebastian Bach (Herzog Wilhelm) – Regie Hans Gerd Krogmann, mit Günther Sauer, Friedrich von Bülow, Horst Beilke
- 1984: Irren ist menschlich (Barber) – Regie: Dieter Carls, mit Hans-Georg Panczak, Wolfgang Höper, Charles Wirths
- 1984: Gruselgrab (Major Kendrick) – Regie: Dieter Eppler, mit Ute Christensen, Karl Heinz Fiege, Charles Regnier
- 1985: Nachbarn (Camillo) – Regie: Heinz Nesselrath, mit Ursula Langrock, Heinz Meier, Dieter Eppler
- 1985: Suffolk-Trilogie 2: Der Kopf aus Anatolien (Roley Diver) – Regie: Bernd Lau, mit Marlen Diekhoff, Jennifer Brenon, Henny Schneider-Wenzel
- 1986: Sternenvogel (Tontechniker) – Regie: Andreas Weber-Schäfer, mit Hermann Treusch, Volker Spahr, Gustav Gromer
- 1986: Doktor Murkes gesammeltes Schweigen (nach Heinrich Böll) (Schwendling) – Regie: Hermann Naber, mit Henning Venske, Hilmar Thate, Jürgen Thormann
- 1986: Bay City Blues (nach Raymond Chandler) (Pat Reel) – Regie: Hermann Naber, mit Hans Peter Hallwachs, Rainer Schmitt, Marianne Lochert
- 1987: Radiotron (Redakteur Achenbach) – Regie: Dieter Eppler, mit Jürgen Thormann
- 1987: Einfache Hinfahrt (Vater des Hausherrn) – Regie: Bernd Lau, mit Else Quecke, Erika Skrotzki, Uwe Ochsenknecht
- 1988: Der Geisterseher (nach Friedrich Schiller) (Anführer) – Regie: Thomas Köhler, mit Siegfried Meisner, Dieter Eppler, Rolf Schult
- 1989: Nachtschicht (Ratspräsident) – Regie: Andreas Weber-Schäfer, mit Ursula Langrock, Helga Grimme, Maximilian Wigger
- 1989: Das Gänseblümchen (Zaun) – Regie und Sprecher: Raoul Wolfgang Schnell, mit Ursula Dirichs, Verena von Behr, Charles Wirths
- 1989: Sir Walter Scotts Kreuzfahrer-Stories oder Die Rache des Blutfingers, Teil 3 und 5 (nach Walter Scott) – Regie: Alexander Schuhmacher, Heinz von Cramer; mit Christian Brückner,  Rolf Boysen, Siemen Rühaak
- 1990: Die Schüttauf-Papiere oder Himalaya von C.S. Merten – Regie: Michael Cornelius, SWF 1990, 10 Folgen, 249 Min.
- 1990: Nevada-Gas (nach Raymond Chandler) (Kuvalick) – Regie: Hermann Naber, mit Joachim Nottke, Matthias Habich,  Ulrike Bliefert
- 1990: Privatdetektiv Albert Samson 0: Ein heißes Eisen (Henry Chevian) – Regie: Hans Gerd Krogmann, mit Gerd Baltus, Katja Teichmann, Monica Bleibtreu
- 1990: Das Lord Byron-Projekt (Professor) – Regie: Andreas Weber-Schäfer, mit Karin Anselm, Matthias Ponnier, Siemen Rühaak
- 1991: Per Anhalter ins All (Der um die tragischen Geschehnisse im All wissende Mann) – Regie: Hartmut Kirste, mit Rolf Boysen, Felix von Manteuffel, Ingo Hülsmann
- 1991: Feuerland – Nachricht von den Irrfahrten des Louis-Ferdinand Céline in Deutschland 1944 – Regie: Heinz von Cramer, mit Horst Frank, Walter Renneisen
- 1991: Eifelheim (Käpt’n) – Regie: Andreas Weber-Schäfer, mit Marianne Lochert, Gerd Baltus, Eleonor Holder
- 1991: Der zweite Graue Bote (Sprecher) – Regie: Götz Fritsch, mit Gert Haucke, Michael Quast, Walter Renneisen
- 1991: Marais-Fieber – Regie Bernd Lau, mit Christian Brückner, Sabine Postel, Dieter Eppler
- 1992: Biologie und Tennis (Paul Brennecke) – Regie: Hartmut Kirste, mit Peter Gavajda, Katrin Schumacher, Felix von Manteuffel
- 1992: Ein Mädchen hockt am Strand und sieht aufs Meer (Fischer) – Regie: Irene Schuck, mit Gunda Aurich, Jens Harzer
- 1992: Spanisches Blut (nach Raymond Chandler) (Big John Masters) – Regie: Hermann Naber, mit Wolfgang Condrus, Matthias Habich, Krista Posch
- 1992: Amazonas (nach Alfred Döblin) – Regie: Heinz von Cramer, mit Matthias Haase, Alois Garg, Hans Diehl
- 1992: Zurück zum Tod (Professor Paulsen) – Regie: Andreas Weber-Schäfer, mit Markus Hoffmann, Stefan Reck, Martina Roth
- 1992: Carvalho 6: Pablo und Virginia (Sargento) – Regie: Peter Michel Ladiges, mit Matthias Ponnier, Joachim Nottke, Gustl Halenke
- 1992: Die Seilbahn (Mr. Benton) – Regie: Hans Gerd Krogmann, mit Christa Berndl, Nina Danzeisen
- 1992: Die Vakuumjäger (Ein Beamter) – Regie: Walter Adler, mit Hans Peter Hallwachs, Peter Fitz, Rufus Beck
- 1992: Gift im Blut (Mr. Ed. Djiak) – Regie: Hermann Naber, mit Maren Kroymann, Helmut Wöstmann, Karin Schröder
- 1992: Der Herr der Ringe (nach John Ronald Reuel Tolkien) (Denethor) – Regie: Bernd Lau, mit  Ernst Schröder, Matthias Haase, Hans Peter Hallwachs,
- 1993: Die Marx Brothers in Berlin – Regie: Stefan Dutt, mit Gerd Wameling, Branko Samarovski, Bodo Primus
- 1993: Der König in Gelb (nach Raymond Chandler) (Jake Stoyanoff) – Regie: Hermann Naber, mit Wolfgang Condrus, Christian Brückner, Klaus Barner,
- 1993: Der Trank des Schweigens (Henry Knopf) – Regie: Andreas Weber-Schäfer, mit  Kornelia Boje, Walter Renneisen, Ilona Wiedem
- 1993: Edgar Allan Poe – Ein Horror-Historical – Regie: Patrick Blank, mit Matthias Haase, Rita Engelmann, Jürgen Thormann
- 1993: Der Wald schlägt zurück (Gottfried Eilhardt) – Regie: Andreas Weber-Schäfer, mit Siemen Rühaak, Heinz Meier, Ralf Lichtenberg
- 1993: Kindeskind  (Sprecher) – Regie: Patrick Roth, mit Wolfram Berger, Katja Riemann, Martin Offik
- 1994: Giftige Lügen (Ebersen) – Regie: Irene Schuck, mit Mark Oliver Bögel, Samuel Weiss, Peter Rühring
- 1994: Eine von Einhundertzwanzig (nach Heinrich Böll) (Captain) – Regie: Hermann Naber, mit Kornelia Boje, Mark Oliver Bögel, Friedrich von Bülow
- 1994: Christiane Vulpius – Regie: Patrick Blank, mit Ulrike Nitzschke, Walter Renneisen, Rolf Schult
- 1994: Das Bauernopfer – Regie: Michael Ostafel, mit Matthias Ponnier, Klaus Spürkel, Jürgen Andreas
- 1995: Das Puppenhaus (Benito) – Regie: Andreas Weber-Schäfer, mit Peter Rühring, Mark Oliver Bögel, Hanna Burgwitz
- 1995: Das fliehende Kind – Regie: Hermann Naber, mit Gunda Aurich, Gustl Halenke, Hermann Lause
- 1996: Albatros-Schuld oder Ahasver über den Meeren – Regie: Heinz von Cramer, mit Alois Garg, Katharina Schumacher, Margrit Carls
- 1997: Brille Fatal (Der alte Scholl) – Regie: Andreas Weber-Schäfer, mit Stefan Reck, Yvonne Devrient, Henning Giskes
- 1997: Die Durchquerung der Tiefe in dreizehn dunklen Kapiteln – Regie: Hermann Naber, mit Peter Lieck, Christian Brückner, Verena von Behr
- 1998: Al Capone – Eine Gangsterballade aus dem Chicago der Prohibition (Eich, Brauereibesitzer) – Regie: Klaus Schützmannsky, mit András Fricsay, Charles Wirths, Andreas Szerda
- 1999: Straßenbekanntschaft (nach Raymond Chandler) (Mopsy) – Regie: Hermann Naber, mit Ulrich Pleitgen, Katharina Zapatka, Rolf Schult
- 1999: Medienstiftung Böninghausen (Querfurth) – Regie: Hermann Naber, mit Gisela Uhlen, Manfred Steffen, Gustl Halenke
- 2004: Der Kavalier der späten Stunde (Commissario Montalbano wundert sich) – Regie: Leonhard Koppelmann, mit Gerd Wameling, Horst Mendroch, Andreas Pietschmann
- 2004: Alles ist erleuchtet (Sofiowka) – Regie: Leonhard Koppelmann, mit Wanja Mues, Samuel Weiss, Matthias Habich
- 2004: Hyperion oder Der Eremit in Griechenland (nach Friedrich Hölderlin) (Vater) – Regie: Kai Grehn, mit Ulrich Noethen, Vincent Leittersdorf, Jule Böwe
- 2004: Hyperion oder Der Eremit in Griechenland (Silence-Mix) (nach Friedrich Hölderlin) (Vater) – Regie: Kai Grehn, mit Ulrich Noethen, Vincent Leittersdorf, Jule Böwe
- 2007: Das Nibelungenlied – Regie: Beate Andres, mit Judith Engel, Bernhard Schütz, Bibiana Beglau
- 2008: Fisch. Farce für den Film (nach Ingmar Bergman) (Kommissar) – Regie: Kai Grehn, mit Andreas Schmidt,  Dagmar Manzel, Dieter Mann
- 2010: Meine Arbeit mit Werner Krauss (Hörfeature) – Regie: Dominik Zahorka

### Als Regisseur und Autor
- 1950: Der silberne Pfeil (SWF) – Autor und Regisseur – Mit Wolfgang Golisch, Stephanie Wiesand, Rainer Heß, Jan Hellberg
- 1953: Das Zauberpferd – Regie und Darsteller – Mit Wolfgang Golisch, Dagmar Altrichter, Kurt Ebbinghaus
- 1956: Der silberne Pfeil (WDR) – Autor und Regisseur – Mit Hermann Schomberg, Berni Clairmont, Hermann Pfeiffer, Peter René Körner
- 1961: Das Tonband des Kommissars Santi – Regisseur – Mit Helmut Peine, Doris Schade, Siegfried Wischnewski, Herbert Steinmetz
- 1967: Die Maske des Mörders – Regisseur – Mit René Deltgen, Wolfgang Reinsch, Ernst Fritz Fürbringer, Hanns Bernhardt